# Gérce
Gérce là một thị trấn thuộc hạt Vas, Hungary. Thị trấn này có diện tích 18,3 km², dân số năm 2010 là 1116 người, mật độ 61 người/km².